# Дигитални докази
Дигитални докази представљају сваку информацију која је сачувана или пренесена у дигиталном формату и као таква она има доказујућу вредност. У рачунарској форензици појам дигиталног доказа обухвата рачунарски ускладиштене и генерисане доказе, као што су дигитални видео и аудио сигнали, записи са дигиталне фаx машине, дигиталне камере или фото-апарата и других дигиталних уређаја.
Према „The Scientfic Working Group on Dgital Evidence“ сматра се да неки објекат постаје доказ када је признат од стране суда и прикупљен на легалан и законит начин.
Пре прихватања дигиталних доказа потребно је да суд провери да ли су ти докази релевантни, аутентични, такође се проверава да ли представљају оригиналне доказе или копије. Најбољи доказ у криминалном поступку је оригиналан доказ, то значи да мора да поседује оригиналне рукописе, слике, тонске снимке.
Дигитални докази могу бити од високе важности у криминалним истрагама криминалним истрагама. Дигиталне евиденције могу помоћи да се утврди када се догађај десио, где су жртва и осумњичени били, са ким су комуницирали, чак могу да покажу и намеру да се злочин изврши. На пример у веб претраживачима историји се могу наћи претраге као што су „упити“, „крађе“ и слично, што може показати намеру за извршењем злочина. Некада су информације сачуване у рачунару, једини докази у истрази, некада је електронска пошта једина веза између злочинца и жртве.
Како би успели да извуку највише из дигиталних доказа, форензички стручњаци морају да разумеју и правилно употребе научне методе. Научне методе заједно са дигиталним форензичким методама и техникама омогућавају прилагодљивост различитим догађајима и захтевима, а осигуравају да се закључци доносе засновани на чињеницама. Познавање ограничења форензичке анализе дигиталних доказа помоћи ће истражитељима и адвокатима да ухапсе модерне криминалце и ослободе невине.

## Карактеристике дигиталних доказа
Компјутерски криминал уводи велике проблеме у област судске истраге и сведочења. У класичном сведочењу сведок може да сведочи само ако је лично видео, чуо или сазнао нешто везано за злочин. Код дигиталних доказа јавља се проблем, јер се код рачунара све може посматрати као „рекла-казала“ доказ, јер се подаци настали на рачунару или другим дигиталним уређајима, лако могу изменити, обрисати или оштетити. Тако да се за прихватљиве дигиталне доказе сматрају они који имају правну основу и који могу да задовоље одређене критеријуме.
Доказ треба да буде:
- Прихватљив- сваки доказ мора да испоштује одређена правила како би га суд одобрио и презендовао.
- Аутентичан- докази морају да буду у вези са случајем који се испитује. Тужилац мора да докаже да је доказ аутентичан како би га суд прихватио, у супротном суд такав доказ може да одбаци.
- Компитабилан- доказ мора да обухвата целовиту причу везану за извршено кривично дело. Није потребно само да су докази прикупљени како би доказали акције нападача, него и докази који могу да докажу и да је окривљени невин.
- Поуздан- доказ није поуздан уколико постоји било каква сумња у аутентичност и истинитост приликом његовог прикупљања и даљег коришћења. Постоје два општа услова која одређују да ли је доказ поуздан. Први услов је да уређај на коме је доказ настао исправан док се други односи на исправност самог дигиталног доказа, односно да ли је доказ оштећен или фалсикован или му је на било који начин нанета штета.
- Уверљив и разумљив- за суд докази морају бити уверљиви, јасни и недвосмислени.[6][7]

## Начин коришћења дигиталних доказа
Сам циљ истраге у рачунарској ситуацији када ја учињен неки инцидент је као и у случају криминала. 
За правосудне органе у случају класичног криминалног дела необорив доказ је предмет којим је лице починило кривично дело, док у случају компјутерског криминала такав вид доказ је немогуће пронаћи.
У процесу прикупљања и анализе дигиталних доказа битно је придржавати се одређених принципа :
- По узимању дигиталних доказа не сме се предузети ни једна ситуација која би довела до измене самог доказа.
- Сви процеси који се односе на сакупљање, складиштење, пренос дигиталних доказа морају бити сачуване, документоване, и увек расположиве на увид учесницима у процесу суђења.
- Особа која рукује доказним материјалом је одговорна за све активности које се односе на сам материјал.
- Сваки поступак приликом форензичког испитивања мора бити забележен и документован.
- У самом раду са дигиталним доказима морају се примењивати сви генерички и процедурални принципи.[1]

## Категорије дигиталних доказа
Постоје 3 основне категорије дигиталних података који могу чинити дигиталне доказе:
- Прелазни подаци који се губе након гашења рачунара као што су резидентни програми. Ти подаци се могу изгубити након гашења рачунара и због тога је важно да се пре искључивања рачунара испитају, лоцирају и узму осетљиви подаци јер се може десити да се после искључивања не може доћи до њих.
- Осетљиви подаци или подаци који се налазе на хард диску и могу се лако изменити накнадно, може се променити датум датотеке, избрисати и изменити сам документ.
- Привремено приступачни подаци су подаци који се налазе на хард диску и којима се може приступити искључиво у тачно одређено време

Корисници дигиталних доказа су тужилаштво, правосудни органи, осигуравајући заводи, званични истражни органи као што су МУП, БИА, ВБА, власници информационог система који је нападнут, и ИТ вештаци.
Још увек у свету не постоје људи који раде у истражним органима, форензички аналитичари, правосудни органи који су само квалификовани за ове области и тачно воде истрагу, анализу и презентацију самих дигиталних доказа суду.

## Уништавање дигиталних доказа
Са самим престанком рада и коришћења одређеног хард-диска дигитални докази нису уништени. Брисање самих дигиталних доказа не значи да су се они трајно уништили јер данас на Интернету можемо да пронађемо програме који су бесплатни и који нам податке са самог хард-диска могу вратити, форматирати диск и омогућити да макар делимично вратимо податке уколико је диск физички оштећен.
Дигиталне доказе можемо потпуно уништити само рециклажом хард-диска што је еколошки јако корисно да не би одређеним материјама загадили животну средину, а тиме нам и омогућава уштеду енергије. У том случају дигитални докази су трајно уништени и не могу се више користити.